# غار هفت‌خانه
غار هفت خانه
غار هفتخانه در جنوب غربی شهر خلخال و شمال روستای گرمخانه در ارتفاع حدود ۱۶۰۰ متر از سطح دریا واقع گردیده است. این غار در فاصله ۲۰ کیلومتری شهر خلخال قرار دارد و به وسیله جاده آسفالته که از کیلومتر ۱۶ جاده خلخال-هشتجین به طرف غرب (روستای گرمخانه) منشعب می‌شود قرار دارد.
غار هفتخانه از هفت تالار کوچک (خانه) که پشت سر هم و به شکل U انگلیسی قرار دارند تشکیل شده‌است. این غار دارای دو دهانه ورودی است دهانه اصلی رو به شرق قرار دارد چهار تالار از این دهانه به سهولت قابل دسترسی است ارتفاع ان تالارها به‌طور متوسط بیشتر از سه متر است.
در غار هفت خانه به ویژه در خانه‌های اولیه آثار اقامت انسانی به مدت طولانی و استخوان‌های پوسیده و راهرو سنگچین که به وسیله انسان به وجود آمده است به چشم می‌خورد. بررسی‌ها حاکی است که این غار پناهگاه تشی (بزرگترین جونده ایران) و خفاش گوش دراز است.